# Ming Pao
Ming Pao (sinogrammes : 明報/明报), est un journal quotidien hongkongais fondé en 1959. Dans les années 1990, Ming Pao a établi quatre filiales étrangères en Amérique du Nord qui fonctionnent de façon autonome. Aujourd'hui, il ne reste que deux éditions : Ming Pao Toronto et Ming Pao Vancouver, au Canada. Les filiales new-yorkaise et sanfranciscain ont cessé de fonctionner début 2009.

## Description
Sa mission est de présenter une couverture complète et objective des événements politiques et économiques en Chine continentale et à Hong Kong. Selon une enquête de l'université chinoise de Hong Kong en 2006, Ming Pao a sa place à la tête de crédibilité et fiabilité parmi la presse de langue chinoise à Hong Kong. 

## Histoire
Créée par Shen Pao Sing (沈寶新) et l'écrivain Louis Cha (查良鏞), la première édition de Ming Pao est publiée le 20 mai 1959. Le journal est racheté par Tiong Hiew King en 1995.